# Aglaophamus hedlandensis
Aglaophamus hedlandensis är en ringmaskart som beskrevs av Rainer och Kaly 1988. Aglaophamus hedlandensis ingår i släktet Aglaophamus och familjen Nephtyidae. Inga underarter finns listade i Catalogue of Life.